# Eddie Miles
Pour les articles homonymes, voir Miles.
Edward Miles, Jr. (né le 5 juillet 1940 à North Little Rock, Arkansas) est un ancien joueur américain de basket-ball.
Meneur de jeu issu du lycée "Scipio A. Jones" en Arkansas, Miles était surnommé "The Man with the Golden Arm" ("l'homme avec le bras en or") grâce à son habileté au tir. Il inscrivit 18, 25, 30 et 32 points par match, respectivement, lors de ses quatre années au lycée, menant son équipe à quatre titres de champions de l'État. Miles était courtisé par une cinquantaine d'universités, mais il choisit de rejoindre Seattle University à cause de la présence de Elgin Baylor. Il joua trois saisons avec Seattle se classant au 7e rang au niveau national des meilleurs marqueurs lors de sa saison senior (1962-63).
Miles fut sélectionné par les Detroit Pistons au 4e rang de la draft 1963. Il disputa neuf saisons en NBA avec Detroit, les Baltimore Bullets et les New York Knicks avant de mettre un terme prématuré à sa carrière à cause d'une blessure à un tendon d'Achille lors de la saison 1971-1972. Miles totalisa 13.4  points de moyenne en carrière en NBA et représenta les Pistons lors du All-Star Game 1966.
Depuis sa retraite de joueur, Miles est devenu entraîneur à l'université et au lycée à divers niveaux.